# Tanz (Zeitschrift)
Tanz ist eine deutschsprachige Fachzeitschrift für Tanz, Ballett und Performance, die monatlich im Der Theaterverlag – Friedrich Berlin erscheint. Die Zeitschrift wird in wissenschaftlichen Fachbibliotheken geführt.

## Geschichte
Die Zeitschrift ging im Januar 2010 aus den beiden Vorgängerzeitschriften ballet-tanz (2002–2009) und tanzjournal (2003–2009) hervor. Der direkte Vorläufer von ballet-tanz war ballett international / tanz aktuell. Diese Zeitschrift war 1994 von Erhard Friedrich und Johannes Odenthal gegründet worden (in der Herausgeberschaft um Horst Koegler erweitert) und erschien ebenfalls im damaligen Friedrich Berlin Verlag. Ihre Vorläufer waren die Zeitschriften ballett international (gegründet 1982 von Rolf Garske) und tanz aktuell (gegründet 1986 von Johannes Odenthal). tanzjournal (gegründet von Klaus Kieser) bestand zwischen 2003 und 2009 und war aus den Zeitschriften tanzdrama (gegründet 1987 von Hedwig Müller) und Ballett-Journal / Das Tanzarchiv (gegründet 1981 von Ulrich Steiner / gegründet 1953 von Kurt Peters) hervorgegangen. 
Redakteure waren zwischen 2010 und 2012 Arnd Wesemann, Klaus Kieser und Katja Schneider. Ab 2012 setzte sich die Redaktion aus Hartmut Regitz, Dorion Weickmann und Arnd Wesemann zusammen. Seit 2020 besteht sie aus Sofie Goblirsch, Marc Staudacher, Falk Schreiber und Dorion Weickmann.

## Inhaltliche Ausrichtung
Zielgruppe der Zeitschrift sind Tanzinteressierte, Tänzer, Choreographen und Pädagogen. Sie enthält Besprechungen, Reportagen und Interviews, darüber hinaus Informationen zu Schulen, Methoden und Workshops. 
Die Webpräsenz von tanz – in unmittelbarer Nachbarschaft der Zeitschriften Theater heute und Opernwelt - befindet sich auf der Internetplattform kultiversum.de. Sie wird ebenfalls von Der Theaterverlag – Friedrich Berlin betrieben. In einem Archiv kann der Nutzer in den Ausgaben der vergangenen fünf Jahre mit Hilfe einer Schlagwortsuche nach Artikeln suchen. Neben dem redaktionellen Bereich gibt es auf kultiversum.de eine Termindatenbank.
Einmal jährlich erscheint im August das tanz-Jahrbuch. Durch eine internationale Kritikerumfrage werden die Tänzerin des Jahres, der  Choreograf des Jahres und die Aufführung des Jahres gekürt und im tanz-Jahrbuch vorgestellt.